# MS-DOS 7

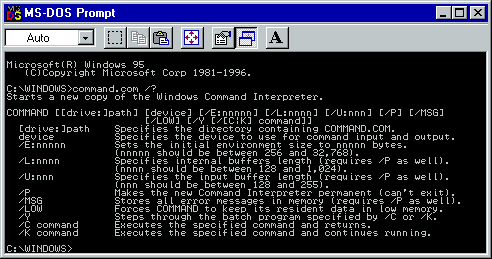
COMMAND.COM z systemu MS-DOS 7.0 uruchomiony w oknie wiersza poleceń w Windows 95 (Tryb MS-DOS)

MS-DOS 7 – system operacyjny trybu rzeczywistego dla komputerów zgodnych z IBM PC. Nie został wydany samodzielnie przez Microsoft jak wcześniejsze wersje MS-DOS, lecz był dołączony do rodziny systemów operacyjnych Windows 9x. Windows 95 RTM podaje wersję MS-DOS 7.0, podczas gdy Windows 95 OSR 2.x oraz Windows 98 podają 7.1. Windows 9x działa pod systemem DOS podobnie do Windows 3.1x i podczas gdy, według opinii Microsoftu, rola MS-DOS została zredukowana do programu rozruchowego i dziedzicznej 16-bitowej warstwy dla sterowników urządzeń, wykazano, że nie ma prawie żadnej różnicy w relacji pomiędzy Windows 9x i dołączonym MS-DOS 7.x a Windows 3.x z MS-DOS 6.x. System operacyjny MS-DOS 7.x trybu rzeczywistego zawarty jest w pliku IO.SYS.

## Nowe funkcje
Jako pierwsza wersja z serii, MS-DOS 7.0 dodaje wsparcie dla długich nazw pliku (ang. long filename, skrótowo LFN), a polecenie DIR wyświetli je z wykorzystaniem sterownika LFN takiego jak DOSLFN (wcześniejsze wersje MS-DOS nie wyświetlają długich nazw nawet przy obecności takiego sterownika). Ponadto obsługuje większą pamięć rozszerzoną (aż do 4 GB), wykorzystując HIMEM.SYS. Wprowadzono również mniejsze usprawnienia, takie jak ulepszone polecenia DOS, bardziej efektywne wykorzystanie pamięci górnej (COMMAND.COM oraz jądro DOS są do niej automatycznie wczytywane) oraz możliwość bezpośredniego użycia zmiennych środowiskowych w linii poleceń.
MS-DOS 7.1 dodał obsługę systemu plików FAT32 (do 2 TB na wolumin), podczas gdy MS-DOS 7.0 i wcześniejsze wersje rozpoznawały jedynie FAT12 i FAT16. Logiczne Adresowanie Bloków (ang. Logical Block Adressing, skrótowo LBA) także jest obsługiwane w MS-DOS 7.x, umożliwiając dostęp do dużych dysków twardych w przeciwieństwie do starszych wersji wykorzystujących adresowanie CHS (cylinder-głowica-sektor). Za pomocą nowego parametru /4 dodano wsparcie dla roku 2000 dla polecenia DIR.
MS-DOS 7.x dodał obsługę graficznego interfejsu użytkownika z Windows 9x, który nie może być uruchamiany z wcześniejszych wersji MS-DOS. Choć polecenie VER zwykle zwraca numer wersji Windows, istnieją oficjalne nawiązania do wersji MS-DOS. Przykładowo, próba uruchomienia pliku VMM32.VXD (po zmianie nazwy na VMM32.EXE) pochodzącego z Windows 95 OSR2 lub Windows 98 bezpośrednio ze starszego wydania MS-DOS, spowoduje wyświetlenie następującego komunikatu:

Nie można uruchomić systemu Windows z zainstalowaną wersją systemu MS-DOS.
Uaktualnij system MS-DOS do wersji 7.1 lub wyższej.

W przypadku Windows 95 RTM zostanie wyświetlony numer 7.0.

## Więcej informacji
Główną różnicą pomiędzy wcześniejszymi wydaniami MS-DOS jest sposób użycia pliku MS-DOS.SYS. W wersji 7 nie jest plikiem binarnym, lecz plikiem konfiguracyjnym. Starszy sposób rozruchu, w którym Windows nie zostaje uruchomiony automatycznie i system ładuje wiersz poleceń DOS, mógł zostać zachowany po ustawieniu opcji BootGUI na 0 (zero) w pliku MS-DOS.SYS. W przeciwnym razie, Windows zostanie automatycznie załadowany przy rozruchu. W rzeczywistości jednak było to automatyczne przywołanie pliku WIN.COM, programu startującego Windows. Windows 95 oraz 98 są zależne od MS-DOS do rozruchu 32-bitowego jądra oraz wczytywania 16-bitowych sterowników urządzeń przeznaczonych dla MS-DOS, chociaż MS-DOS 7 być może jest bardziej „ukryty” niż wcześniejsze wydania. Stwierdzenie to jest również prawdziwe dla Windows Me, choć system ten uniemożliwia uruchomienie MS-DOS bez 32-bitowego jądra Windows.
W tej nowej wersji pliku MSDOS.SYS należy również ustawić ścieżki do (prawdopodobnego, ale w rzeczywistości niekoniecznego) folderu Windows i folderu rozruchowego. IO.SYS (choć inny binarnie) pozostał jako wstępny plik rozruchowy, który uruchamia procedury uruchamiania BIOS-u, jeśli są poprawnie zlokalizowane. Również COMMAND.COM implementuje wiersz poleceń.
Typowe pliki konfiguracyjne DOS, CONFIG.SYS i AUTOEXEC.BAT zasadniczo zachowały swoje funkcje z poprzednich wydań MS-DOS (alokacja pamięci nie była już dłużej potrzebna).
Chociaż dołączony wyłącznie do systemów Windows (oficjalne ostatnie samodzielne wydanie MS-DOS nosi numer 6.22), MS-DOS 7.x może być wyodrębniony z plików Windows 95/98 i samodzielnie użytkowany na innych komputerach, tak samo jak dawniejsze wersje.
W przeciwieństwie do Windows 95/98, MS-DOS 7.x dość dobrze funkcjonuje na nowszych komputerach (wyposażonych w klawiatury podłączane do portu PS/2). Musi być zainstalowany na partycji FAT która, w przypadku MS-DOS 7.0, musi być „na górze” dysku twardego i sformatowana jako FAT12 lub FAT16. Kolejną różnicą jest wymóg procesora 80386 lub szybszego – system nie uruchomi się na komputerze wyposażonym w procesor klasy 80286 lub niższej.
W przypadku instalacji ręcznej, MS-DOS 7.x można zainstalować poprzez polecenie SYS (uruchomienie pliku SYS.COM), na przykład z folderu znajdującego się na Ramdysku utworzonym przez samostartujący nośnik. W folderze z plikiem SYS.COM muszą współistnieć IO.SYS (szczególnie), MSDOS.SYS i COMMAND.COM; opcjonalnie mogą być zapisane pliki DRVSPACE.BIN, CONFIG.SYS i AUTOEXEC.BAT. Wszelkie inne pliki mogą być skopiowane w dalszej kolejności – w systemach Windows 95/98 występują w głównym folderze dysku lub C:\WINDOWS\COMMAND.

## Źródła bibliograficzne
- Noel Kantaris, Phil Oliver, Windows 98 Explained, Bernard Babani Publishing, 1998, ISBN 978-0859344562 (ang.). Brak numerów stron w książce
- Bruce Brown, Bruce Kratofil, Nigel R.M. Smith, The Windows 95 Bug Collection, Addison-Wesley Longman, 1995, ISBN 978-0201489958 (ang.). Brak numerów stron w książce
- A.J. Sammes, Tony Sammes, Brian Jenkinson, Forensic Computing – A Practitioner's Guide, Springer, 2000, ISBN 978-1852332990 (ang.). Brak numerów stron w książce
- Gerhard Franken, DOS ge-packt, mitp-Verlag, 2003, s. 178, ISBN 978-3826613135 (niem.).